# 莫尔登中心站
摩頓市中心站（英語：Malden Center station）坐落于摩頓市市中心商业街与普莱森特街路口，是一座多式联运站。波士顿地铁橙线、波士顿通勤铁路黑弗里尔线和多达13条公交线路经停此站。旧有的摩頓站在原址改裝成為餐廳，新的车站，即正在使用的车站建造于1975年12月27日。

## 历史

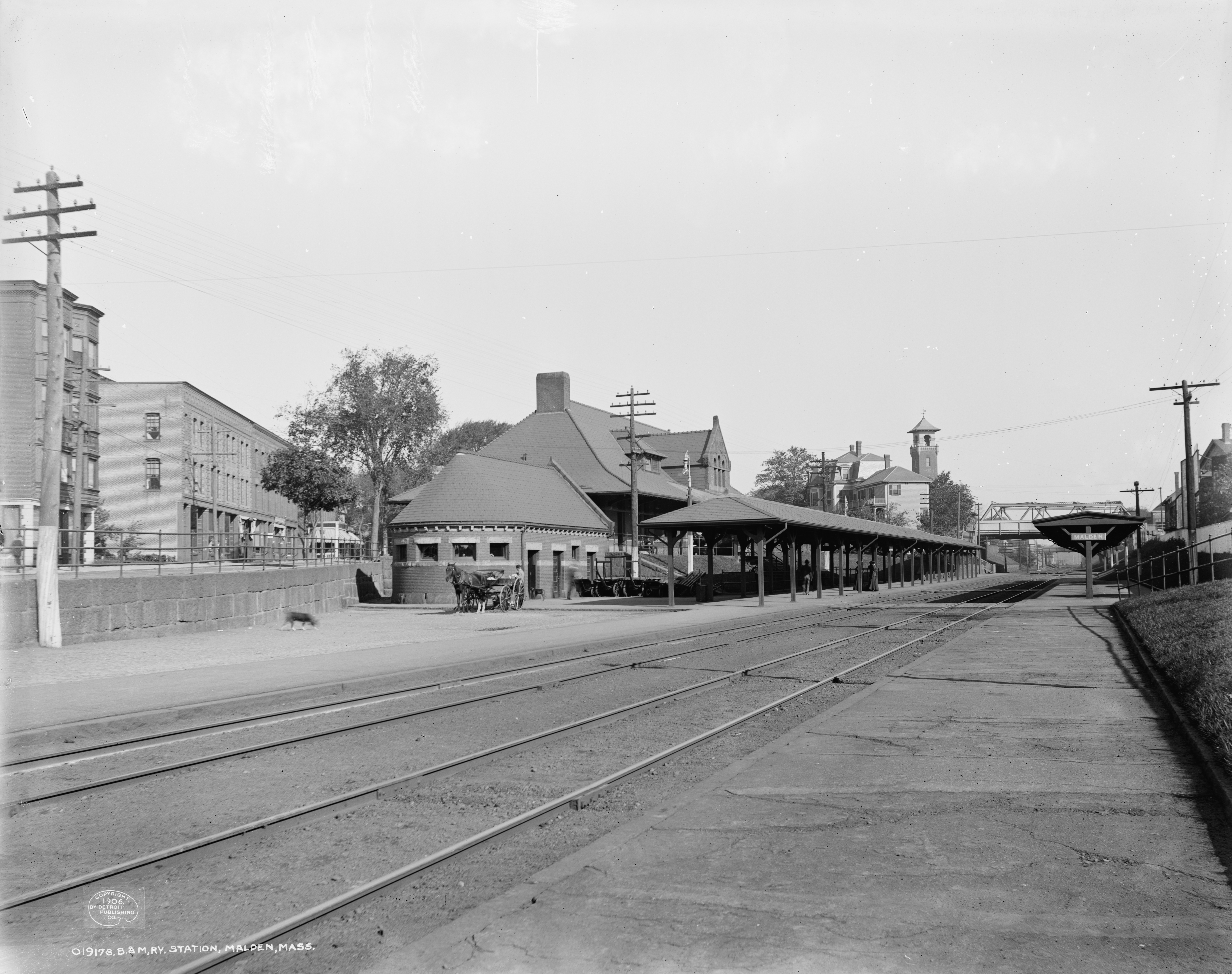
摩頓珍珠街车站（1906年）

大概80年代时整条铁路被重建为架高线路后，波缅铁路公司营运的火车经停现在车站北侧几个街区远的珍珠街车站。
新的摩頓车站于1975年12月27日竣工，是波士顿地铁橙线干草市场站北侧延长线工程的一部分。一直以来，将铁路线延伸至摩頓市是波士顿高架铁路公司的长远目标之一。查尔斯顿高架埃弗雷特延长线原先计划穿过埃弗雷特市沿着主街到达摩頓及雷丁市。然而，摩頓市居民反对高架铁路设计，并阻挠项目进展。1975年，延长线沿着现有的黑弗里尔线建造，以减少额外一条高架铁路所带来的噪音干扰。
橙线车站开放后，珍珠街车站关闭，现如今，车站被改造成一座餐馆。尽管车站在雷丁线轨道边建造了高层站台，但是雷丁线列车当时并不在此停靠。1977年5月1日，该站台正式投入使用。然而，1979年9月1日，由于使用率低，站台再次被关闭。1984年1月20日，波士顿北站查尔斯河通勤列车钓桥进站轨道支架被大火烧毁，黑弗里尔线列车只能开往橡树林站。1985年4月20日北站恢复开放后，橡树林站的通勤铁路站台关闭，但是摩頓站通勤铁路站台重新开放。
1989年，麻萨诸塞湾交通局对车站无障碍环境改造可行性进行研究，对车站改造预计需要280万美元，并且至少1991年之后才能完工。升级工程于1991年竣工。2005年，车站再次装修，为车站新增一座出口楼梯和两个电梯。
当摩頓站至波士顿北站间通勤铁路轨道由于各种原因暂时停止服务时，乘客可以在摩頓站换乘橙线。2016年对伍兹纪念大桥重建时，摩頓站至波士顿北站间的通勤铁路断开，黑弗里尔线便只到达摩頓站。

## 公交换乘
摩頓市中心站是摩頓市最大的公交换乘枢纽。车站有两条公交专用车道，一共有13条公交线路在此停靠：
- 97：摩頓市中心站 - 汉考克街 - 威灵顿站
- 99：波士顿区域医疗中心（英语：Boston Regional Medical Center） - 主街 - 摩頓市中心站 - 威灵顿站
- 101：摩頓市中心站 - 塞勒姆街 - 主街 - 百老汇 - 沙利文广场站
- 104：摩頓市中心站 - 渡轮街 - 百老汇 - 沙利文广场站
- 105：摩頓市中心站 - 纽兰街 - 沙利文广场站
- 106：黎巴嫩街、摩頓或富兰克林广场 - 主街 - 威灵顿站
- 108：林登广场 - 摩頓市中心站 - 高地大道 - 威灵顿站
- 131：梅尔罗斯高地 - 橡树林站 - 摩頓市中心站
- 132：红石购物中心 - 摩頓市中心站
- 136：雷丁站（英语：Reading (MBTA station)） - 韦克菲尔德 - 梅尔罗斯 - 橡树林站 - 摩頓市中心站
- 137：雷丁站（英语：Reading (MBTA station)） - 北方大道 - 韦克菲尔德 - 梅尔罗斯 - 橡树林站 - 摩頓市中心站
- 411：摩頓市中心站 - 格拉纳达高地 - 北门 - 里维尔/杰克萨特大楼
- 430：索格斯中心 - 广场一号商场 - 摩頓市中心站

## 车站结构

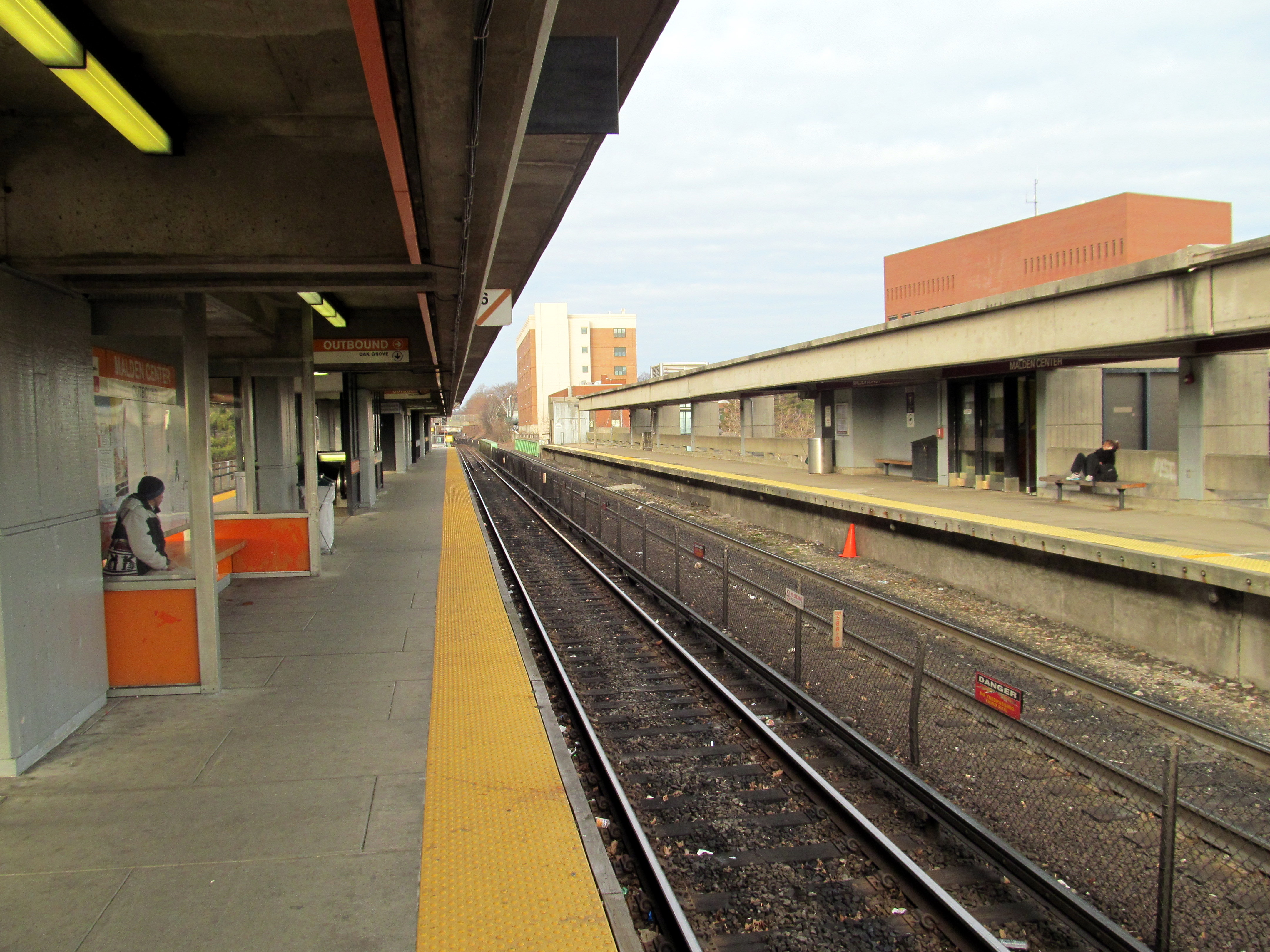
左侧为橙线站台，右侧为黑弗里尔线站台

波士顿轨道交通系统中仅剩几座车站是高架车站，除了此站以外，比奇蒙特站、科学公园站、查尔斯／麻省总医院站、沃拉斯顿站和菲尔兹角站均为高架车站。作为波士顿轻轨绿线延长线工程的一部分，新的莱希米尔站也将是高架车站。波士顿曾经有数条高架捷运线，然而随着时间的流逝和城市的发展，大西洋大道高架铁路、查尔斯顿高架铁路、华盛顿街高架铁路和科斯威街高架铁路均被拆除，替换成了地面轨道或者地铁隧道。
| 1F | 南行               | 往森林山 （威灵顿）      |
| 1F | 岛式月台，左侧开门 |                          |
| 1F | 北行               | 往橡树林（终点站）       |
| 1F | 通勤铁路           | 黑弗里尔线               |
| 1F | 岛式月台，左侧开门 |                          |
| G  | 地面               | 车站大厅、出入口及检票口 |